# Дульбекко, Ренато
Рена́то Дульбе́кко (итал. Renato Dulbecco; 22 февраля 1914, Катандзаро, Калабрия — 20 февраля 2012, Ла-Хойя, Калифорния) — американский вирусолог итальянского происхождения, лауреат Нобелевской премии по физиологии и медицине в 1975 году (совместно с Дейвидом Балтимором и Хоуардом Темином) за работу над онковирусами — особыми вирусами, которые могут вызывать рак при взаимодействии с животной клеткой. Р. Дульбекко обучался в университете Турина под руководством итальянского анатома и гистолога Джузеппе Леви вместе с другими его учениками Сальвадором Лурия и Ритой Леви-Монтальчини, которые после окончании учёбы переехали с Дульбекко в США и также впоследствии стали лауреатами Нобелевской премии. В годы Второй мировой войны был призван в итальянскую армию, но позже вступил в Сопротивление. Член НАН США (1961) и Американского философского общества (1993), иностранный член Лондонского королевского общества (1974).

## Ранняя жизнь
Родившись в Катандзаро (Южная Италия), он вырос в Лигурии, в прибрежном городе Империя. Закончив в 16 лет школу поступил в Туринский университет. Несмотря на большой интерес к математике и физике, решил изучать медицину. В 22 года окончил университет по специальности патологическая анатомия и патология, под руководством профессора Джузеппе Леви. Во время обучения познакомился с Сальвадором Лурия и Ритой Леви-Монтальчини, дружба с которыми подтолкнёт его к переезду в США позже. В 1936 году призван на военную службу в качестве военного врача, демобилизовался в 1938 году. В 1940 году Италия вступила во Вторую мировую войну и Дульбекко был вновь мобилизован и отправлен на фронт во Францию и Россию, был ранен. После госпитализации и поражения фашизма он вступил в Сопротивление против германской оккупации.

## Карьера и исследования
После окончания войны он возобновил работу в лаборатории профессора Леви, но вскоре вместе с Ритой Леви-Монтальчини переехал в США, где в Блумингтоне, Индиана он работал с Сальвадором Лурия над изучением бактериофагов. Летом 1949 года он переехал в Калифорнийский технологический институт, вступив в исследовательскую группу под руководством Макса Дельбрюка. Здесь он начал свои исследования на онковирусах, поражающих животные клетки, в частности на представителях семейства Полиомавирусы. В конце 1950-х он принял в свою группу Говарда Темина в качестве студента. С ним, а также с Дэвидом Балтимором он позднее разделил Нобелевскую премию по физиологии и медицине (1975) за «открытия, касающиеся взаимодействия между вызывающими опухоли вирусами и генетическим материалом клетки.» Темин и Балтимор пришли к открытию обратной транскриптазы спонтанно и независимо друг от друга. Хотя Дульбекко не принимал непосредственного участия в одном из этих экспериментов, он научил их двум методам, которые они использовали, чтобы сделать открытие.
Член Американской академии искусств и наук (1965). Автор The Design of Life (1987).
Подписал «Предупреждение человечеству» (1992).

### Нобелевская премия
Дульбекко и его группа продемонстрировали, что инфицирование нормальных клеток с помощью определенных типов вирусов (онковирусов) ведет к встраиванию гена вирусного происхождения в геном клетки-хозяина, и что это приводит к изменению (приобретению опухолевого фенотипа) клетки. Как было показано Темином и Балтимором, которые разделили с Дульбекко Нобелевскую премию, перенос генов вируса в клетку контролируется ферментом, названным обратная транскриптаза (или, более точно, РНК-зависимая ДНК-полимераза), которая реплицирует вирусный геном (в этом случае из РНК в ДНК), который впоследствии встраивается в геном клетки-хозяина.
Онковирусы являются причиной некоторых видов рака у человека. Исследование Дульбекко дало основания для точного понимания течения молекулярных механизмов, благодаря которым они размножаются, таким образом позволяя людям лучше бороться с ними. Кроме того, механизмы канцерогенеза, регулируемого онковирусами близко совпадают с процессами, в течение которых нормальные клетки вырождаются в раковые клетки. Открытия Дульбекко позволили людям лучше понимать рак и бороться с ним. В 1980—1990-х годах понимание механизма действия обратной транскриптазы, происхождения, природы и свойств ВИЧ (имеется 2 наиболее изученных серотипа: ВИЧ-1, и реже встречающийся и менее вирулентный ВИЧ-2), привело к разработке первой группы лекарств для лечения ВИЧ — ингибиторов обратной транскриптазы, первым из которых стал Зидовудин.

### Другие награды
В 1965 году получил приз им. Марджори Стефенсон от Микробиологического общества. В 1973 году ему вместе с Теодором Паком и Гарри Иглом была вручена Премия Луизы Гросс Хорвиц от Колумбийского университета. Дульбекко получил награду им. Сельмана Ваксмана по микробиологии от Национальной академии наук США в 1974 году.
- Стипендия Гуггенхайма (1957)[17]
- Медаль Джона Скотта (1958)
- Премия Альберта Ласкера за фундаментальные медицинские исследования (1964)
- Howard Taylor Ricketts Award[нем.] (1965)
- Paul Ehrlich and Ludwig Darmstaedter Prize[англ.] (1967)
- Премия Луизы Гросс Хорвиц (1973)
- Selman A. Waksman Award in Microbiology[англ.] (1974)
- Leeuwenhoek Lecture[англ.] Лондонского королевского общества (1974)